# Nama sandwicense
Nama sandwicense är en strävbladig växtart som beskrevs av Asa Gray. Nama sandwicense ingår i släktet Nama och familjen strävbladiga växter. Inga underarter finns listade i Catalogue of Life.